# Канцах
Канцах (нім. Kanzach) — громада в Німеччині, знаходиться в землі Баден-Вюртемберг. Підпорядковується адміністративному округу Тюбінген. Входить до складу району Біберах.
Площа — 11,20 км2. Населення становить 497 ос. (станом на 31 грудня 2020).